# Earle Combs
Earle Bryan Combs (* 14. Mai 1899 in Pebworth, Kentucky; † 21. Juli 1976 in Richmond, Kentucky) war ein US-amerikanischer Baseballspieler in der Major League Baseball. Sein Spitzname war The Kentucky Colonel.

## Biografie
Bis zum Jahre 1924 verlief die Karriere von Combs in den Minor Leagues, hauptsächlich in seinem Heimatstaat Kentucky. Dann folgte der Aufstieg in die Major League bei den New York Yankees, dem einzigen MLB-Team seiner Karriere. Ab 1925 zeigte Combs außergewöhnlich erfolgreiche Leistungen, kam aber neben den absoluten Superstars wie Babe Ruth oder Lou Gehrig nicht in das Rampenlicht. 1927 führte er die American League mit 231 Hits an, dieser Teamrekord hatte Bestand, bis Don Mattingly ihn 1986 übertreffen konnte. Auch auf seiner Verteidigerposition im Centerfield waren seine Leistungen hervorragend.
Nach einem Schädelbruch, den er sich bei einer Kollision mit dem Außenfeldzaun 1934 zugezogen hatte, endete seine Karriere bereits im Alter von 36 Jahren. 1935 versuchte er noch ein Comeback, aber im Wissen, dass die Yankees für die nächste Saison mit Joe DiMaggio planten, beendete er seine Spielerkarriere endgültig.
Combs übernahm Coaching-Aufgaben bei den Yankees, später auch bei den St. Louis Browns, Philadelphia Phillies und den Boston Red Sox.
Das Veterans Committee wählte Combs 1970 in die Baseball Hall of Fame.